# Wesley Drewett Black
Pour les articles homonymes, voir Black.
Wesley Drewett Black (27 novembre 1910-10 janvier 2000) est un homme politique canadien de la Colombie-Britannique. Il est député provincial créditiste de la circonscription britanno-colombienne de Nelson-Creston de 1952 à 1972.
Black siège au cabinet du premier ministre W. A. C. Bennett aux postes de ministre des Affaires municipales d'août 1952 à mars 1964, de Secrétaire provincial d'août 1952 à septembre 1972, de ministre de la Réhabilitation de Développement social d'août 1952 à décembre 1966, de ministre de la Santé et de l'Assurance hospitalière de décembre 1966 à mai 1968 et de ministre des Autoroutes d'avril 1968 à septembre 1972,.

## Biographie
Né à Vancouver, Black étudie sur place et à l'université de la Colombie-Britannique.
Putnam meurt d'une pneumonie au Royal Jubilee Hospital (en) à Victoria en janvier 2000 à l'âge de 89 ans.